# Seleção Porto-Riquenha de Futebol
A Seleção Porto-Riquenha de Futebol representa Porto Rico nas competições de futebol da FIFA. Além de ser filiado à CONCACAF, faz parte ainda da União Caribenha de Futebol, órgão que cuida das seleções de futebol caribenhas.

## História
A primeira partida oficial de Porto Rico ocorreu contra Cuba, em 12 de novembro de 1940, e terminou empatada em 1 a 1. Sua maior vitória veio em 2012, quando superou São Martinho Francês por 9 a 0, na cidade de Porto Príncipe, capital do Haiti. Já a maior derrota do "Furacão Azul" (apelido da seleção) ocorreu em 1959, com um 15 a 0 favorável à extinta seleção das Antilhas Neerlandesas, em partida realizada na Venezuela.
Suas participações em torneios resumem-se apenas à Copa do Caribe, a qual participou em dez oportunidades, não tendo até hoje se classificado para Copas do Mundo, nem para a Copa Ouro da CONCACAF.

## Records
Predefinição:Atualizado em
Jogadores em negrito ainda em atividade.
| # | Nome             | Partidas | Gols | Em atividade |
| - | ---------------- | -------- | ---- | ------------ |
| 1 | Héctor Ramos     | 36       | 18   | 2010–2019    |
| 2 | Andrés Cabrero   | 35       | 4    | 2008–2018    |
| 2 | Gerald Díaz      | 35       | 6    | 2017–        |
| 2 | Ricardo Rivera   | 35       | 19   | 2016–        |
| 6 | Joseph Marrero   | 32       | 6    | 2011–2018    |
| 7 | Alexis Rivera    | 31       | 0    | 2004–2016    |
| 8 | Nicolás Cardona  | 24       | 1    | 2021–        |
| 9 | Cristian Arrieta | 22       | 5    | 2010–2015    |
| 9 | Noah Delgado     | 22       | 3    | 2008–2012    |
| 9 | Juan O'Neill     | 22       | 0    | 2017–        |
| 9 | Wilfredo Rivera  | 22       | 5    | 2021–        |
| 9 | Joel Serrano     | 22       | 0    | 2021–        |

| #  | Nome              | Gols | Partidas | Média por jogo | Em atividade |
| -- | ----------------- | ---- | -------- | -------------- | ------------ |
| 1  | Ricardo Rivera    | 19   | 35       | 0.54           | 2016–        |
| 2  | Héctor Ramos      | 18   | 36       | 0.5            | 2010–2019    |
| 3  | Gerald Díaz       | 13   | 35       | 0.37           | 2017–        |
| 4  | Chris Megaloudis  | 6    | 20       | 0.3            | 2008–2012    |
| 4  | Joseph Marrero    | 6    | 32       | 0.19           | 2011–2019    |
| 4  | Darren Ríos       | 6    | 34       | 0.18           | 2016–        |
| 7  | Marcos Lugris     | 5    | 20       | 0.25           | 1983–1998    |
| 7  | Cristian Arrieta  | 5    | 22       | 0.23           | 2010–2015    |
| 7  | Wilfredo Rivera   | 5    | 22       | 0.23           | 2021–        |
| 10 | Danny Mueller     | 4    | 6        | 0.67           | 1992–1993    |
| 10 | Joel Burgos       | 4    | 8        | 0.5            | 2023–        |
| 10 | Raphael Ortiz     | 4    | 12       | 0.33           | 2000–2010    |
| 10 | Leandro Antonetti | 4    | 15       | 0.27           | 2022–        |
| 10 | Isaac Angking     | 4    | 15       | 0.27           | 2021–        |
| 10 | Andrés Cabrero    | 4    | 35       | 0.11           | 2008–2018    |

## Treinadores
| - Eduardo Ordóñez Munguera (1959) - Raúl Marchant González (1966) - Egberto Morales Carrasco (1972, interino) - Luis Villarejo (1974–1975) - Jorge Martinolli (1978–1979) - Joe Serralta (1979-1982) - Juan Tullier (1982–1984) | - Ricardo Romano (1985–1990) - Víctor Hugo Barros (1991) - Arnie Ramírez (1992) - Oscar Rosa (1992) - Cristóbal Vaccaro (1996) - José Luis "Majo" Rodríguez (1999) - Raimundo Gatinho (2000) | - Toribio Rojas (2002–2003) - Víctor Hugo Barros (2004) - Colin Clarke (2007–2011) - Jack Stefanowski (2011, interino) - Adrian Whitbread (2011) - Jeaustin Campos (2011–2013) - Víctor Hugo Barros (2013–2014) | - José Martínez (2015, interino) - Carlos Avedissian (2015–2016) - Jack Stefanowski (2016, interino) - Carlos Garcia Cantarero (2016–2018) - Amado Guevara (2018–2019) - Elgy Morales (2019–2021) - Dave Sarachan (2021–2022) - Charlie Trout (2023–) |